# Carl von Kraus
Pour les articles homonymes, voir Kraus.
Carl von Kraus, né le 20 avril 1868 à Vienne et mort le 9 avril 1952 à Munich, est un philologue autrichien et un professeur d'université. Il était membre de l'Académie royale des sciences de Prusse.